# John Bukovsky
John Bukovsky SVD (ur. 18 stycznia 1924 w Cerovej na Słowacji jako Ján Bukovsky, zm. 18 grudnia 2010 w USA) – duchowny katolicki, arcybiskup, emerytowany nuncjusz apostolski.

## Życiorys
W 1947 wyjechał ze Słowacji do Stanów Zjednoczonych. 3 grudnia 1950 otrzymał święcenia kapłańskie.
18 sierpnia 1990 został mianowany przez Jana Pawła II nuncjuszem apostolskim w Rumunii oraz biskupem tytularnym diecezji Tabalta.
Sakry biskupiej 13 października 1990 r. udzielił mu ówczesny nuncjusz w Rosji – abp Agostino Casaroli.
Następnie 20 grudnia 1994 został przedstawicielem Watykanu w Rosji. 29 stycznia 2000 przeszedł na emeryturę.